# Brouwerij Van Moesieke (Moorsel)
Brouwerij "Van Moesieke" is een voormalige hoevebrouwerij in het Oost-Vlaamse Moorsel in België. De brouwerij was gelegen in de toenmalige Bredestraat, nu Steven.

## Vrijheerlijkheid
De wijk Steven, ook wel "Moorsel Kapittel" of "Gevergem" genoemd maakte samen met "Wieze Kapittel" in het Ancien Regime deel uit van een Vrijheerlijkheid. Inwoners waren vrijgesteld van bijvoorbeeld belastingen, krijgsdienst en dienstbaarheden. Door deze belastingvrijstelling werd er in Moorsel dan ook veel meer gebrouwd en gestookt op 't Steven dan in het dorpscentrum van Moorsel, gedurende de 18e eeuw.

## Hoeve-brouwerij
Willem De Keghel, halfbroer van Jacobus Borms, brouwde in zijn boerderij bier. Hij huwde met Joanna De Wolf uit Wieze.
Willem overleed en zijn weduwe hertrouwde met Joannes Van Moesieke (1788-1862), afkomstig uit Buggenhout. Op die manier werd de brouwtraditie verder gezet.
Naast het brouwen werd er waarschijnlijk ook drank gestookt, aangezien de boerderij in de volksmond "te Stokes" genoemd werd.